# Julian Lage
Julian Lage (Santa Rosa, 1987. december 25. –) amerikai Grammy-díjas dzsesszgitáros, zeneszerző.

## Pályarajz
„Csodagyerek” volt. 1996-ban, mindössze nyolcéves volt, amikor már dokumentumfilm is készült róla. Tizenkét éves volt, 2018-ban Grammyt kapott. 2008-ban diplomázott a Berkleen. 2010-ben a legjobb kortárs dzsesszalbumok közé került a „Sounding Point” című lemeze.

## Lemezek
- Sounding Point (EmArcy, 2009)
- Gladwell (EmArcy, 2011)
- Free Flying with Fred Hersch (Palmetto, 2013)
- Avalon with Chris Eldridge (Modern Lore, 2014)
- Room with Nels Cline (Mack Avenue, 2014)
- World's Fair (Modern Lore, 2015)
- Arclight (Mack Avenue, 2016)
- Mount Royal (Free Dirt, 2017) with Chris Eldridge
- Modern Lore (Mack Avenue, 2018)
- Love Hurts (Mack Avenue, 2019)

## Díjak
2018: Grammy-díj (Independent Music Awards Instrumental Album); és három jelölés (2010, 2018, 2019)